# Osvaldo Soriano
Pour les articles homonymes, voir Soriano (homonymie).
Osvaldo Soriano, né le 6 janvier 1943 à Mar del Plata, en Argentine, et mort le 29 janvier 1997 à Buenos Aires, est un écrivain, scénariste et un journaliste argentin.

## Biographie
Ancien joueur de football, il devient acteur dans une troupe de théâtre expérimental, puis chroniqueur sportif spécialisé dans le football et la boxe, critique culturel pour le journal La Opinión, journaliste à Panorama et à El Cronista (en).
En 1976, lors de l'arrivée de la dictature militaire argentine, il s'exile tout d'abord en Belgique jusqu'en 1978, puis en France jusqu'en 1984.
En 1973, il publie son premier roman, Je ne vous dis pas adieu (Triste, solitario y final) dans lequel il met en scène Philip Marlowe, le héros de Raymond Chandler, auteur qu'il « considère comme son père spirituel ». Ce roman est, selon Claude Mesplède, un « excellent récit qui fait date dans la littérature policière argentine ». On y retrouve Stan Laurel qui engage Philip Marlowe afin de savoir pourquoi l'industrie cinématographique ne lui donne plus de rôle. Osvaldo Soriano, qui apparaît lui-même dans le récit, « utilise les stéréotypes du genre policier pour mener une enquête autour de vieux acteurs comiques en fustigeant les mœurs d'Hollywood et certains aspects de la vie américaine ».
Ses romans suivants sont interdits en Argentine. En particulier, Jamais plus de peine ni d'oubli (No habra más penas ni olvido), « virulente critique du "péronisme" ». Héctor Olivera en réalise l'adaptation au cinéma en 1983, sous le titre Une sale petite guerre (No habrá más penas ni olvido). Le film obtient l'Ours d'argent au festival international du film de Berlin en 1984.
Osvaldo Soriano meurt d'un cancer du poumon en 1997.

## Œuvre

### Romans
- Triste, solitario y final (1973) Publié en français sous le titre Je ne vous dis pas adieu, Paris, Fayard (1978)  (ISBN 2-213-00594-X) ; réédition, Paris, Éditions Grasset, coll. « Les Cahiers rouges » (1999)  (ISBN 2-246-58401-9)
- No habra más penas ni olvido (1979) Publié en français sous le titre Jamais plus de peine ni d'oubli, Paris, Fayard (1980)  (ISBN 2-213-00804-3) ; réédition, Paris, Éditions Grasset, coll. « Les Cahiers rouges » (2003)  (ISBN 2-246-58411-6)
- Cuarteles de invierno (1981) Publié en français sous le titre Quartiers d'hiver, Paris, Calmann-Lévy, coll. « Traduit de... » (1982)  (ISBN 2-7021-0443-6) ; réédition, Paris, Éditions Grasset, coll. « Les Cahiers rouges » (1996)  (ISBN 2-246-52811-9)
- Artistas, locos y criminales (1983)
- Rebeldes, soñadores y fugitivos (1987)
- A sus plantas rendido un león (1988) Publié en français sous le titre La Révolution des gorilles, Paris, Éditions Grasset (1991)  (ISBN 2-246-42971-4)
- Una sombra ya pronto serás (1990) Publié en français sous le titre Une ombre en vadrouille, Paris, Éditions Grasset (1994)  (ISBN 2-246-46951-1)
- El ojo de la patria (1992) Publié en français sous le titre L'Œil de la patrie, Paris, Éditions Grasset (1995)  (ISBN 2-246-49231-9)
- Cuentos de los años felices (1993)
- La hora sin sombra (1995) Publié en français sous le titre L'Heure sans ombre, Paris, Éditions Grasset (1998)  (ISBN 2-246-53461-5)

## Filmographie

### Adaptations
- 1983: Une sale petite guerre (No habrá más penas ni olvido), film argentin réalisé par Héctor Olivera, adaptation de Jamais plus de peine ni d'oubli (No habra más penas ni olvido)
- 1984: Das Autogramm, film germano-français réalisé par Peter Lilienthal, adaptation de Quartiers d'hiver (Cuarteles de invierno)
- 1984: Cuarteles de invierno, film argentin réalisé par Lautaro Murúa, adaptation de Quartiers d'hiver (Cuarteles de invierno)
- 1984: Una sombra ya pronto serás, film argentin réalisé par Héctor Olivera, adaptation du roman éponyme
- 2004: Il rigore più lungo del mondo, court métrage italien réalisé par Christian Filippella (en)
- 2005: El penalti más largo del mundo (es), film espagnol réalisé par Roberto Santiago (es), adaptation d'une nouvelle

### Scénario pour la télévision
- 1971 : Sebastián y su amigo el artista, téléfilm argentin réalisé par Héctor Aure

### Scénario pour le cinéma
- 1975 : Una mujer, film argentin réalisé par Juan José Stagnaro

## Sources
: document utilisé comme source pour la rédaction de cet article.
- Claude Mesplède (dir.), Dictionnaire des littératures policières, vol. 2 : J - Z, Nantes, Joseph K, coll. « Temps noir », 2007, 1086 p. (ISBN 978-2-910-68645-1, OCLC 315873361), p. 805.